# Povestea vorbei (revistă)
Povestea vorbei a fost o revistă literară săptămânală care a apărut la București din 10 octombrie 1896 până în 4 mai 1897.
Povestea vorbei era continuatoarea revistei Vatra (1894-1896) scoasă de Caragiale, Slavici și Coșbuc, sub deviza întoarcerii la "obârșia culturală a noastră".
Printre colaboratorii statornici ai revistei Povestea Vorbei s-au aflat Simion Sanielevici cu eseuri critice, Cincinat Pavelescu, George Coșbuc, Ștefan Octavian Iosif, D. Kanu. Aici a publicat și I. L. Caragiale ("O blană rară", proză), iarDumitru Stăncescu și Arthur Gorovei au publicat culegeri de folclor. Tot în Povestea Vorbei a debutat literar și Ion Minulescu, sub pseudonimul Nirvan.